# توست
توست (انگلیسی: Toast, Inc.) شرکت فناوری اطلاعات آمریکایی است، که در سال ۲۰۱۲ تأسیس شد.